# Salses-le-Château
Salses-le-Château là một xã trong vùng Occitanie, thuộc tỉnh Pyrénées-Orientales, quận Perpignan, tổng Rivesaltes. Tọa độ địa lý của xã là 42° 50' vĩ độ bắc, 02° 55' kinh độ đông. Salses-le-Château nằm trên độ cao trung bình là 12 mét trên mực nước biển, có điểm thấp nhất là 0 mét và điểm cao nhất là 354 mét. Xã có diện tích 71,28 km², dân số vào thời điểm 1999 là 2.513 người; mật độ dân số là 35 người/km².

## Thông tin nhân khẩu
| 1962  | 1968  | 1975  | 1982  | 1990  | 1999  |
| ----- | ----- | ----- | ----- | ----- | ----- |
| 1.872 | 2.009 | 2.053 | 2.098 | 2.422 | 2.513 |